# Der Lange Stein (Gonbach)
Der Lange Stein ist ein Menhir bei Gonbach im Donnersbergkreis in Rheinland-Pfalz.

## Lage und Beschreibung
Der Lange Stein befindet sich nördlich von Gonbach am Rand eines Waldstücks unmittelbar an der Straße zwischen Sippersfeld und Alsenbrück-Langmeil auf hügeligem Gelände. Er gab der Gemarkung „Am Langen Stein“ ihren Namen, die seit 1775 belegt ist und die Grenze zwischen den Orten Gonbach, Sippersfeld und Langenmeil bildet. 1,6 km ostsüdöstlich befindet sich der Menhir von Sippersfeld, 1,7 km südöstlich liegt ein Grabhügelfeld.
Der Menhir besteht aus Sandstein und besitzt eine stark verwitterte Oberfläche. Er hat eine Höhe von 90 cm, eine Breite von 45 cm und eine Tiefe von 36 cm. Der Stein ist unregelmäßig geformt. Vom oberen Teil ist offenbar ein größeres Stück abgebrochen. Auf einer flachen Seite sind das Emblem und das Kürzel des Klosters Otterberg eingeschlagen.